# Ligne 118 (Infrabel)
Pour les articles homonymes, voir Ligne 118.
La ligne 118, de La Louvière-Centre à Mons, est une ligne de chemin de fer belge du réseau Infrabel.

## Histoire
La ligne de Mons à Manage fait partie de la première vague de concessions de chemin de fer privées réalisées en Belgique. La concession, qui comprenait aussi la ligne Namur - Liège (actuelle ligne 125) fut adjugée le 20 juin 1845 à la Société des chemins de fer de Namur à Liège et de Mons à Manage avec leurs extensions.
Le siège de la compagnie se trouvait dans la belle gare de style néoclassique de La Louvière-Centre et la ligne Mons - Manage fut inaugurée par étapes.
- 20 janvier 1848, ouverture des 4,4 km entre La Louvière-Centre et Bracquegnies[2]
- 29 janvier 1848 entre Manage et La Louvière-Centre (actuelle Ligne 116)[3].
- 1er juin 1849, ouverture des 12,4 km entre Bracquegnies et Nimy[2]
- 20 octobre 1849, ouverture des 2,2 km entre Nimy et Mons[2]

Ces compagnies concessionnaires de la première génération éprouvèrent souvent des difficultés financières. La compagnie exploitant les lignes Namur - Liège et Mons - Manage trouva une solution en remettant à bail leur exploitation à la compagnie, française, des Chemins de fer du Nord le 28 juin 1854. Le même jour, ce dernier se voyait également remettre une autre concession ferroviaire entre Charleroi et Erquelinnes. C'est l'acte de naissance de la Compagnie du Nord - Belge, qui exploita les lignes de la vallée de la Meuse et de la Sambre jusqu'en 1940.
Toutefois, l’État belge, soucieux de ne pas voir la ligne Mons - Manage tomber dans les mains du Nord français obtint sa nationalisation le 1er août 1858. La même année a lieu la mise à double voie de l'ensemble de la ligne.
Les bâtiments de gare entre Mons et La Louvière, si la ligne en possédait déjà, furent tous démolis et remplacés par des gares standard de type État belge dans les années 1860 à l'exception de La Louvière-Centre qui survécut jusqu’en 1962.
Les Chemins de fer de l’État ouvriront également de nouvelles haltes, notamment Bois-du-Luc et Thieu et la ligne fut pendant de nombreuses années un maillon important du transport ferroviaire entre Mons, La Louvière et Charleroi. Le trafic issu de nombreux charbonnages suivi par celui des Usines Gustave Boël
À cette époque, la ligne La Louvière - Charleroi via Piéton et Morlanwelz appartient à la Compagnie des chemins de fer du Centre puis à la Société Générale d'exploitation jusque 1867. Les trains de l’État belge continuaient donc via la ligne Manage - Godarville - Luttre puis par la ligne Luttre - Charleroi.
La ligne de l'ancienne compagnie du Centre sera nationalisée en 1867, malgré cela, il n'existe qu'une seule connexion, permettant aux trains venant de La Louvière-Centre de continuer vers Haine-Saint-Pierre et Écaussinnes. C'est seulement avec la construction de la Courbe de La Paix en 1923 que les trains venant de Mons pourront directement bifurquer vers Charleroi.
Ces meilleurs connexions, suivie par l'électrification des deux lignes dans les années 1980 font que les trains de voyageurs vers Charleroi empruntent désormais cette ligne plus directe et s'arrêtent à La Louvière-Sud, une gare construite à cette occasion dans les années 1980.
Le 28 septembre 1980 a lieu l'ouverture de l'électrification de la ligne 118 ainsi que la mise en service de nouveaux bâtiments de gare sur la ligne.
La ligne 118, est toujours utilisée par les voyageurs et les marchandises et fait partie de la dorsale wallonne entre Tournai, Mons, Charleroi et le sillon Sambre et Meuse jusque Liège.